# Селища міського типу Білорусі
Селища міського типу Білорусі поділяються згідно з критеріями встановленими Законом Республіки Білорусь від 5 травня 1998 року № 154-З «Про адміністративно-територіальний поділ і порядок вирішення питань адміністративно-територіального устрою Республіки Білорусь» на:
- міські селища — населені пункти з чисельністю населення понад 2 тисячі чоловік, що мають промислові і комунальні підприємства, соціально-культурні установи, підприємства торгівлі, громадського харчування, побутового обслуговування;
- курортні селища — населені пункти з чисельністю населення не менше 2 тисяч чоловік, на території яких розташовані санаторії, будинки відпочинку, пансіонати, інші оздоровчі установи, підприємства торгівлі, громадського харчування і побутового обслуговування населення, культурно-освітні установи;
- робітничі селища — населені пункти з чисельністю населення не менше 500 чоловік, розташовані при промислових підприємствах, електростанціях, будівництвах, залізничних станціях і інших об'єктах.

## Карта розташування селищ міського типу Білорусі
Селища міського типу із населенням:
|  |  | — понад 10 000       |
|  |  | — від 5 000 до 9 999 |
|  |  | — від 2 000 до 4 999 |
|  |  | — від 1 000 до 1 999 |
|  |  | — до 999             |

Зеленим кольором позначені селища міського типу, населення котрих зростає, червоним — зменшуєтся.

## Список селищ міського типу
Станом на 14 жовтня 2009 (перепис населення) в Білорусі налічувалося 94 селища міського типу, в тому числі 83 міських селища, 1 курортне селище, 10 робітничих селищ.
На 1 січня 2016 року залишилося 90 селищ міського типу, в тому числі 81 міське селище, 1 курортне селище, 8 робітничих селищ.
| Герб | Назва українською  | Назва білоруською   | Статус                     | Район                                     | Область      | Населення (перепис, 2009) | Населення (оцінка, 2016) | Зміна (2016 до 2009) |
| ---- | ------------------ | ------------------- | -------------------------- | ----------------------------------------- | ------------ | ------------------------- | ------------------------ | -------------------- |
|      | Антополь           | Антопаль            | міське селище              | Дрогичинський                             | Берестейська | 1687                      | 1417                     | −16,00 %             |
|      | Бегомль            | Бягомль             | міське селище              | Докшицький                                | Вітебська    | 2736                      | 2630                     | −3,87 %              |
|      | Бешенковичі        | Бешанковічы         | міське селище              | Бешенковицький                            | Вітебська    | 7344                      | 6701                     | −8,76 %              |
|      | Бєлиничі           | Бялынічы            | міське селище              | Бєлиницький                               | Могильовська | 10 688                    | 10 220                   | −4,38 %              |
|      | Бєліцьк            | Беліцк              | робітниче селище (до 2011) | Рогачовський                              | Гомельська   | 484                       |                          |                      |
|      | Більшовик          | Бальшавік           | робітниче селище           | Гомельський                               | Гомельська   | 2518                      | 2502                     | −0,64 %              |
|      | Бобр               | Бобр                | міське селище              | Крупський                                 | Мінська      | 1118                      | 957                      | −14,40 %             |
|      | Богушевськ         | Багушэўск           | міське селище              | Сєнненський                               | Вітебська    | 3133                      | 2598                     | −17,08 %             |
|      | Болбасово          | Балбасава           | міське селище              | місто Орша (до 2013); Оршанський (з 2013) | Вітебська    | 3656                      | 3529                     | −3,47 %              |
|      | Боровуха           | Баравуха            | міське селище              | місто Новополоцьк                         | Вітебська    | 5469                      | 5452                     | −0,31 %              |
|      | Брагін             | Брагін              | міське селище              | Брагінський                               | Гомельська   | 3954                      | 3698                     | −6,47 %              |
|      | Велика Берестовиця | Вялікая Бераставіца | міське селище              | Берестовицький                            | Гродненська  | 5720                      | 5545                     | −3,06 %              |
|      | Вєтрино            | Ветрына             | міське селище              | Полоцький                                 | Вітебська    | 2725                      | 2220                     | −18,53 %             |
|      | Відзи              | Відзы               | міське селище              | Браславський                              | Вітебська    | 1763                      | 1670                     | −5,28 %              |
|      | Вороново           | Воранава            | міське селище              | Воронівський                              | Гродненська  | 6332                      | 6434                     | +1,61 %              |
|      | Воропаєво          | Варапаева           | міське селище              | Поставський                               | Вітебська    | 2857                      | 2571                     | −10,01 %             |
|      | Глуськ             | Глуск               | міське селище              | Глуський                                  | Могильовська | 7402                      | 7233                     | −2,28 %              |
|      | Глуша              | Глуша               | робітниче селище (до 2012) | Бобруйський                               | Могильовська | 1319                      |                          |                      |
|      | Городея            | Гарадзея            | міське селище              | Несвізький                                | Мінська      | 4099                      | 3802                     | −7,25 %              |
|      | Городище           | Гарадзішча          | міське селище              | Барановицький                             | Берестейська | 2219                      | 2040                     | −8,07 %              |
|      | Домачево           | Дамачава            | міське селище              | Берестейський                             | Берестейська | 1305                      | 1221                     | −6,44 %              |
|      | Дрибин             | Дрыбін              | міське селище              | Дрибинський                               | Могильовська | 3298                      | 3031                     | −8,10 %              |
|      | Єзерище            | Езярышча            | міське селище              | Городоцький                               | Вітебська    | 1575                      | 1280                     | −18,73 %             |
|      | Єлізово            | Елізава             | робітниче селище           | Осиповицький                              | Могильовська | 2672                      | 2491                     | −6,77 %              |
|      | Желудок            | Жалудок             | міське селище              | Щучинський                                | Гродненська  | 1290                      | 1017                     | −21,16 %             |
|      | Заріччя            | Зарэчча             | міське селище              | Річицький                                 | Гомельська   | 2447                      | 2242                     | −8,38 %              |
|      | Зелений Бір        | Зялёны Бор          | робітниче селище           | Смолевицький                              | Мінська      | 1142                      | 1116                     | −2,28 %              |
|      | Зельва             | Зэльва              | міське селище              | Зельвенський                              | Гродненська  | 7396                      | 6906                     | −6,63 %              |
|      | Івенець            | Івянец              | міське селище              | Воложинський                              | Мінська      | 4320                      | 4178                     | −3,29 %              |
|      | Козловщина         | Казлоўшчына         | міське селище              | Дятловський                               | Гродненська  | 1847                      | 1673                     | −9,42 %              |
|      | Комарин            | Камарын             | міське селище              | Брагінський                               | Гомельська   | 2051                      | 1804                     | −12,04 %             |
|      | Копаткевичі        | Капаткевічы         | міське селище              | Петриковський                             | Гомельська   | 3415                      | 2960                     | −13,32 %             |
|      | Копись             | Копысь              | міське селище              | Оршанський                                | Вітебська    | 910                       | 850                      | −6,59 %              |
|      | Кореличі           | Карэлічы            | міське селище              | Корелицький                               | Гродненська  | 6854                      | 6528                     | −4,76 %              |
|      | Корма              | Карма               | міське селище              | Корм'янський                              | Гомельська   | 7448                      | 7610                     | +2,18 %              |
|      | Костюковка         | Касцюкоўка          | робітниче селище           | Залізничний (місто Гомель)                | Гомельська   | 9484                      | 9904                     | +4,43 %              |
|      | Коханово           | Коханава            | міське селище              | Толочицький                               | Вітебська    | 4327                      | 4231                     | −2,22 %              |
|      | Красна Слобода     | Чырвоная Слабада    | міське селище              | Солігорський                              | Мінська      | 4304                      | 3909                     | −9,18 %              |
|      | Краснопілля        | Краснаполле         | міське селище              | Краснопільський                           | Могильовська | 6123                      | 5844                     | −4,56 %              |
|      | Красносельський    | Краснасельскі       | міське селище              | Вовковиський                              | Гродненська  | 6885                      | 6744                     | −2,05 %              |
|      | Кривичі            | Крывічы             | міське селище              | Мядельський                               | Мінська      | 1298                      | 1232                     | −5,08 %              |
|      | Кругле             | Круглае             | міське селище              | Круглянський                              | Могильовська | 7529                      | 7620                     | +1,21 %              |
|      | Лельчиці           | Лельчыцы            | міське селище              | Лельчицький                               | Гомельська   | 10 606                    | 11 310                   | +6,64 %              |
|      | Линтупи            | Лынтупы             | міське селище              | Поставський                               | Вітебська    | 1609                      | 1519                     | −5,59 %              |
|      | Ліозна             | Лёзна               | міське селище              | Ліозненський                              | Вітебська    | 6766                      | 6688                     | −1,15 %              |
|      | Логішин            | Лагішын             | міське селище              | Пінський                                  | Берестейська | 2372                      | 2022                     | −14,76 %             |
|      | Лоєв               | Лоеў                | міське селище              | Лоєвський                                 | Гомельська   | 7022                      | 6733                     | −4,12 %              |
|      | Любча              | Любча               | міське селище              | Новогрудський                             | Гродненська  | 1157                      | 1059                     | −8,47 %              |
|      | Мачулищі           | Мачулішчы           | міське селище              | Мінський                                  | Мінська      | 7378                      | 8315                     | +12,70 %             |
|      | Мір                | Мір                 | міське селище              | Корелицький                               | Гродненська  | 2310                      | 2250                     | −2,60 %              |
|      | Нароч              | Нарач               | курортне селище            | Мядельський                               | Мінська      | 2931                      | 3481                     | +18,76 %             |
|      | Негоріле           | Негарэлае           | міське селище (до 2010)    | Дзержинський                              | Мінська      | 982                       |                          |                      |
|      | Новоєльня          | Наваельня           | міське селище              | Дятловський                               | Гродненська  | 3041                      | 2700                     | −11,21 %             |
|      | Оболь              | Обаль               | міське селище              | Шумілінський                              | Вітебська    | 2687                      | 2395                     | −10,87 %             |
|      | Озаричі            | Азарычы             | міське селище              | Калинковицький                            | Гомельська   | 1340                      | 1159                     | −13,51 %             |
|      | Октябрський        | Акцябрскі           | міське селище              | Октябрський                               | Гомельська   | 7367                      | 6753                     | −8,33 %              |
|      | Орєховськ          | Арэхаўск            | міське селище              | Оршанський                                | Вітебська    | 2755                      | 2402                     | −12,81 %             |
|      | Освея              | Асвея               | міське селище              | Верхньодвінський                          | Вітебська    | 1325                      | 1206                     | −8,98 %              |
|      | Острина            | Астрына             | міське селище              | Щучинський                                | Гродненська  | 2064                      | 1778                     | −13,86 %             |
|      | Островець          | Астравец            | міське селище (до 2012)    | Островецький                              | Гродненська  | 8285                      |                          |                      |
|      | Паричі             | Парычы              | міське селище              | Свєтлогорський                            | Гомельська   | 2109                      | 1833                     | −13,09 %             |
|      | Плещениці          | Плешчаніцы          | міське селище              | Логойський                                | Мінська      | 6041                      | 5835                     | −3,41 %              |
|      | Подсвілля          | Падсвілле           | міське селище              | Глибоцький                                | Вітебська    | 2270                      | 1965                     | −13,44 %             |
|      | Порозово           | Поразава            | міське селище              | Свіслоцький                               | Гродненська  | 1119                      | 913                      | −18,41 %             |
|      | Правдинський       | Праўдзінскі         | робітниче селище           | Пуховицький                               | Мінська      | 2408                      | 2288                     | −4,98 %              |
|      | Радошковичі        | Радашковічы         | міське селище              | Молодечненський                           | Мінська      | 5518                      | 5789                     | +4,91 %              |
|      | Радунь             | Радунь              | міське селище              | Воронівський                              | Гродненська  | 2673                      | 2355                     | −11,90 %             |
|      | Річиця             | Рэчыца              | робітниче селище           | Столінський                               | Берестейська | 6280                      | 6096                     | −2,93 %              |
|      | Россони            | Расоны              | міське селище              | Россонський                               | Вітебська    | 5409                      | 4946                     | −8,56 %              |
|      | Рось               | Рось                | міське селище              | Вовковиський                              | Гродненська  | 5391                      | 4705                     | −12,72 %             |
|      | Руба               | Руба                | міське селище              | Залізничний (місто Вітебськ)              | Вітебська    | 7134                      | 7652                     | +7,26 %              |
|      | Руденськ           | Рудзенск            | міське селище              | Пуховицький                               | Мінська      | 2806                      | 2725                     | −2,89 %              |
|      | Ружани             | Ружаны              | міське селище              | Пружанський                               | Берестейська | 3153                      | 3006                     | −4,66 %              |
|      | Свір               | Свір                | міське селище              | Мядельський                               | Мінська      | 1055                      | 909                      | −13,84 %             |
|      | Свіслоч            | Свіслач             | міське селище              | Пуховицький                               | Мінська      | 3920                      | 3921                     | +0,03 %              |
|      | Смиловичі          | Смілавічы           | міське селище              | Червенський                               | Мінська      | 4654                      | 5212                     | +11,99 %             |
|      | Сопоцькин          | Сапоцкін            | міське селище              | Гродненський                              | Гродненська  | 1231                      | 1003                     | −18,52 %             |
|      | Сосновий Бор       | Сасновы Бор         | робітниче селище           | Свєтлогорський                            | Гомельська   | 2423                      | 2086                     | −13,91 %             |
|      | Старобін           | Старобін            | міське селище              | Солігорський                              | Мінська      | 5568                      | 6055                     | +8,75 %              |
|      | Стрешин            | Стрэшын             | міське селище              | Жлобінський                               | Гомельська   | 1263                      | 1226                     | −2,93 %              |
|      | Сураж              | Сураж               | міське селище              | Вітебський                                | Вітебська    | 1039                      | 818                      | −21,27 %             |
|      | Татарка            | Татарка             | робітниче селище           | Осиповицький                              | Могильовська | 771                       | 720                      | −6,61 %              |
|      | Телехани           | Целяханы            | міське селище              | Івацевицький                              | Берестейська | 4198                      | 3959                     | −5,69 %              |
|      | Тереховка          | Церахоўка           | міське селище              | Добруський                                | Гомельська   | 1821                      | 3128                     | +71,77 %             |
|      | Уваровичі          | Уваравічы           | міське селище              | Буда-Кошельовський                        | Гомельська   | 2563                      | 2307                     | −9,99 %              |
|      | Уріччя             | Урэчча              | міське селище              | Любанський                                | Мінська      | 3168                      | 2959                     | −6,60 %              |
|      | Ушачі              | Ушачы               | міське селище              | Ушацький                                  | Вітебська    | 5514                      | 6030                     | +9,36 %              |
|      | Холопеничі         | Халопенічы          | міське селище              | Крупський                                 | Мінська      | 1495                      | 1385                     | −7,36 %              |
|      | Хотимськ           | Хоцімск             | міське селище              | Хотимський                                | Могильовська | 7084                      | 6447                     | −8,99 %              |
|      | Шарковщина         | Шаркаўшчына         | міське селище              | Шарковщинський                            | Вітебська    | 6934                      | 6424                     | −7,36 %              |
|      | Шерешово           | Шарашова            | міське селище              | Пружанський                               | Берестейська | 1889                      | 1782                     | −5,66 %              |
|      | Шуміліно           | Шуміліна            | міське селище              | Шумілінський                              | Вітебська    | 7506                      | 7437                     | −0,92 %              |
|      | Юратишки           | Юрацішкі            | міське селище              | Ів'євський                                | Гродненська  | 1501                      | 1341                     | −10,66 %             |
|      | Яновичі            | Янавічы             | міське селище              | Вітебський                                | Вітебська    | 929                       | 765                      | −17,65 %             |
|      |                    |                     |                            |                                           |              |                           |                          |                      |